# 코바야시 카무이
코바야시 카무이(일본어: 小林 可夢偉, 1986년 9월 13일 ~ )는 일본의 자동차 경주 선수이다. 현재 토요타 가주 레이싱 소속으로 FIA 세계 내구 선수권 대회, 키즈 컴 팀 KCMG 소속으로 슈퍼 포뮬러 챔피언십에 참가하고 있으며 토요타 가주 레이싱 유럽의 팀 수석이다. 이전에 포뮬러 원, 포뮬러 E, GP2 시리즈와 GP2 아시아 시리즈에 참가하여 경쟁했다. 마이크 콘웨이, 호세 마리아 로페즈와 함께 FIA 세계 내구 선수권 대회 2019-2020 시즌 챔피언을 달성했으며 2021년 르망 24시를 우승했다.
코바야시는 아라이 도시히로, 나카지마 카즈키에 이어 일본의 세번째 국제 자동차 연맹 월드 챔피언을 달성했으며, 2012년 일본 그랑프리에서 포디엄에 올라 스즈키 아구리, 타쿠마 사토에 이어 세번째로 포디엄 피니시를 달성한 아시아인 드라이버이다.